# Нелеповка (Краматорский район)
Неле́повка (укр. Неліпівка) — село в Константиновской городской общине Краматорского района Донецкой области Украины.

## Общие сведения
Население по переписи 2001 года составляло 41 человек. Почтовый индекс — 85142. Телефонный код — 6272.